# Mannequin Two: On the Move
Série
Mannequin
(1987)
Pour plus de détails, voir Fiche technique et Distribution.
Mannequin Two: On the Move est un film américain réalisé par Stewart Raffill, sorti en 1991.

## Synopsis
Un jeune stagiaire d'un grand magasin tombe amoureux d'un mannequin de présentation qui est en réalité une paysanne du Moyen-Âge victime d'une malédiction.

## Fiche technique
- Titre : Mannequin Two: On the Move
- Réalisation : Stewart Raffill
- Scénario : Edward Rugoff, David Isaacs, Ken Levine et Betsy Israel
- Musique : David McHugh
- Photographie : Larry Pizer
- Montage : Joan E. Chapman et John Rosenberg
- Production : Bruce McNall et Edward Rugoff
- Société de production : Gladden Entertainment
- Société de distribution : 20th Century Fox (États-Unis)
- Pays :  États-Unis
- Genre : Comédie romantique et fantastique
- Durée : 95 minutes
- Dates de sortie : 
  -  États-Unis : 17 mai 1991
  -  France : 19 juin 1991

## Distribution
- Kristy Swanson : Jessie
- William Ragsdale : Jason Williamson / le prince William
- Meshach Taylor : Hollywood Montrose / le portier
- Terry Kiser : le comte Spretzle / le sorcier
- Stuart Pankin : M. James
- Cynthia Harris : Maman / la reine
- Andrew Hill Newman : Andy Ackerman
- Julie Foreman : Gail
- John Edmondson : Rolf, un soldat
- Phil Latella : Egon, un soldat
- Mark Gray : Arnold, un soldat
- Erick Weiss : l'assistant de M. James
- Jackye Roberts : l'assistante de M. James
- Allelon Ruggiero : un employé

## Accueil
Le film a reçu un accueil défavorable de la critique. Il obtient un score moyen de 31 % sur Metacritic.